# Rzekotka szczekliwa
Rzekotka szczekliwa, rzekotka wdzięczna (Dryophytes gratiosus) – gatunek płaza bezogonowego z rodziny rzekotkowatych (Hylidae).

## Występowanie
Płaza tego spotkać można na południowym wschodzie Stanów Zjednoczonych Ameryki, dokładniej zaś IUCN podaje następujące stany: Karolina Północna, Karolina Południowa, Georgia, Floryda, Luizjana, Missisipi, Maryland, Kentucky, Delaware, Tennessee, Alabama, Wirginia.
Poza tym gatunek introdukowano na południu stanu New Jersey, ale prawdopodobnie tamtejsza populacja wymarła.

## Status
Populacja jest stabilna. Na większości zasięgu występowania nie ma znaczniejszych niebezpieczeństw, choć zdarzają się one na obwodzie tego terenu. Dla przykładu wymienić można wprowadzanie monokultury sosny taeda zamiast naturalnego lasu w Wirginii. Na Florydzie natomiast pewną rolę odgrywają handel i także zmiany w środowisku naturalnym.